# 마크 인델리카토
마크 인델리카토(Mark Indelicato, 1994년 7월 16일 ~ )는 미국의 배우이다.

## 출연 작품

### 영화
- 버진 스노우 (2014)

### 텔레비전
- 어글리 베티 (2006-10)
- 나의 직장상사는 코미디언 (2021-현재)